# Браун, Марк (политик)
Марк Стивен Браун (англ. Mark Stephen Brown; род. 28 февраля 1963, Аваруа) — государственный и политический деятель Островов Кука. Действующий премьер-министр Островов Кука, а ранее был заместителем премьер-министра Генри Пуны. Член партии Островов Кука.

## Биография
Родился в Аваруа на острове Раротонга, получил образование в школе маори Никао, колледже Тереора и средней школе для мальчиков в Гисборне (Новая Зеландия). Получил диплом по управлению государственным сектором в Университете Мэсси в Новой Зеландии и степень магистра делового администрирования в Южнотихоокеанском университете. Работал государственным служащим, в том числе политическим советником премьер-министра и руководителем министерства сельского хозяйства, а также застройщиком. Занимал должность вице-президента Торговой палаты Островов Кука и президента ассоциации Touch Islands Touch Association.
Браун в настоящее время является вице-президентом партии Островов Кука. Безуспешно баллотировался от избирательного округа Такувайне-Тутакимоа на выборах 2006 года, но был избран на выборах 2010 года.
В декабре 2010 года был назначен министром финансов Островов Кука. Переизбран на выборах 2014 года и снова на выборах в 2018 году. Затем был назначен заместителем премьер-министра, сменив Тирики Хизер.
В декабре 2019 года против Марка Брауна и премьер-министра Генри Пуны было предъявлено частное обвинение в мошенничестве по факту неправомерного использования зафрахтованного правительством самолёта. В марте 2021 года обвинения были сняты Высоким судом Островов Кука.
В июне 2020 года премьер-министр Генри Пуна объявил о намерении уйти в отставку в сентябре, чтобы побороться за должность генерального секретаря Форума тихоокеанских островов. Он назначил исполняющим обязанности премьер-министра Марка Брауна. 1 октября, после ухода с должности Генри Пуны, Марк Браун был избран премьер-министром. Марк Браун сохранил почти все свои портфели и портфели Пуны в кабинете министров, передав другим министрам только образование и туризм. Планировал перераспределить основные портфели, такие как финансы и иностранные дела, другим министрам в 2021 году.
В середине декабря 2020 года премьер-министр Марк Браун и его новозеландский коллега Джасинда Ардерн объявили, что в следующем году будет открыт прямой маршрут между Новой Зеландией и Островами Кука, что упростит двусторонние поездки без соблюдения карантина между двумя странами.
В результате перестановки в кабинете министров 2 июня 2021 года Марк Браун уступил половину своих министерских должностей другим министрам.
Браун был переизбран на выборах 2022 года и повторно назначен премьер-министром после того, как заручился поддержкой двух независимых кандидатов.
В начале февраля 2024 года Браун выступил за трёхстороннее соглашение о сотрудничестве в области обороны и безопасности между островами Кука, Новой Зеландией и Австралией. Это предлагаемое соглашение дополнит существующие соглашения островов Кука об обороне и безопасности с Новой Зеландией.